# Ókhthia
Ókhthia (Octhia) är en ort i Grekland.   Den ligger i prefekturen Nomós Aitolías kai Akarnanías och regionen Västra Grekland, i den centrala delen av landet, 220 km väster om huvudstaden Aten. Ókhthia ligger 39 meter över havet och antalet invånare är 506.
Terrängen runt Ókhthia är kuperad åt nordväst, men åt sydost är den platt. Runt Ókhthia är det ganska tätbefolkat, med 116 invånare per kvadratkilometer. Närmaste större samhälle är Agrínio, 11,4 km öster om Ókhthia. Trakten runt Ókhthia består till största delen av jordbruksmark.